# Cowlesita
La cowlesita es un mineral silicato del grupo de las zeolitas. Se caracterizó como una nueva especie mineral a partir de ejemplares obtenidos en varias localidades distintas, aunque se considera como localidad tipo la carretera de Neer, al N de Goble, Columbia Co., Oregon, USA, donde aparece tapizando las paredes de vacuolas de hasta 6 cm de diámetro en basaltos del Eoceno. El nombre es un reconocimiento a John Cowles, mineralogista aficionado y coleccionista de zeolitas.

## Propiedades físicas y químicas
Los cristales de cowlesita tienen forma de hojas muy delgadas de contorno hexagonal, de un tamaño de hasta 2 mm, pero casi siempre se encuentran formado esférilas con estructura interna radiada. Al contrario que otras zeolitas, su composición es siempre muy próxima a la de la fórmula ideal.

## Yacimientos
La cowlesita es un zeolita poco común, aunque frecuente en algunas zonas, por ejemplo los basaltos olivínicos del condado de Antrim, en Irlanda del Norte. También se encuentra, además de en la localidad tipo indicada, en varias localidades más en Estados Unidos y Canadá en las que se obtuvieron ejemplares para estudiar la especie. En España, se ha encontrado junto al Castillo de las Coloradas, en Yaiza (Lanzarote), asociada a levyna y a erionita. En Costa Rica, aparece en un corte de la carretera en Pedernal, Bajo Chacones, provincia de San José, asociada a epistilbita y a estilbita.